# Odontosia sauermanni
Odontosia sauermanni är en fjärilsart som beskrevs av Bang-haas 1933. Odontosia sauermanni ingår i släktet Odontosia och familjen tandspinnare. Inga underarter finns listade i Catalogue of Life.